# Luzonacera francescoballarini
Espèce
Luzonacera francescoballarini est une espèce d'araignées aranéomorphes de la famille des Psilodercidae.

## Distribution
Cette espèce est endémique de Luçon aux Philippines. Elle se rencontre à San Miguel de Mayumo vers 125 m d'altitude dans la grotte Bayukbok Cave.

## Description
Le mâle holotype mesure 4,81 mm et la femelle paratype 3,59 mm.

## Étymologie
Cette espèce est nommée en l'honneur de Francesco Ballarin.

## Publication originale
- Chang, Li & Li, 2019 : Three new species of the spider genus Luzonacera Li & Li, 2017 from Philippines (Araneae, Psilodercidae). ZooKeys, no 822, p. 17-31.